# Boethella curriei
Boethella curriei är en stekelart som beskrevs av Bennett 2003. Boethella curriei ingår i släktet Boethella och familjen brokparasitsteklar. Inga underarter finns listade.